# Johann Friedrich Schilling

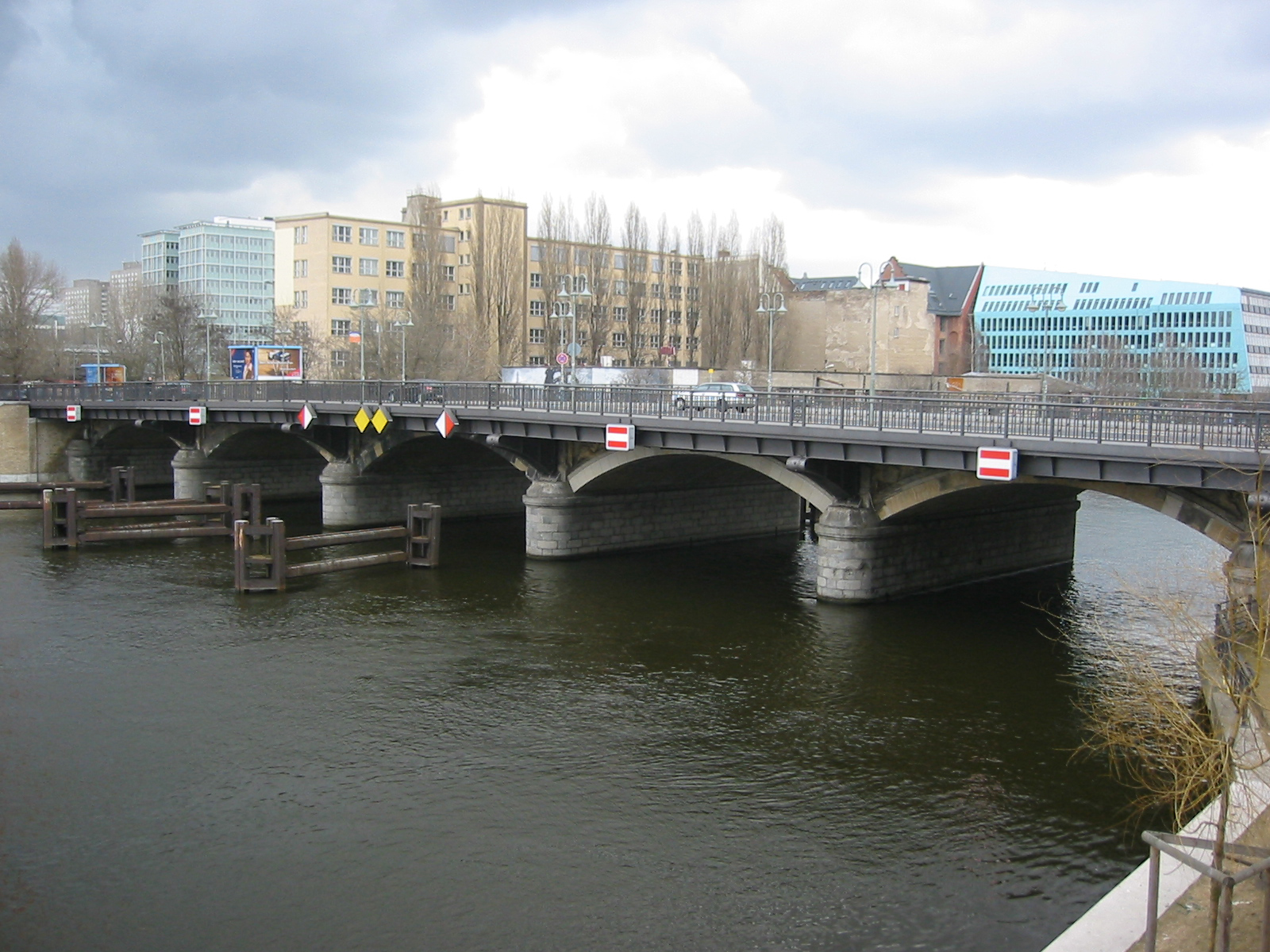
Die Schillingbrücke in Berlin-Friedrichshain

Johann Friedrich Schilling (* 28. September 1765 in Neuermühlen (Livland); † 2. September 1859) war ein deutscher Hofmaurermeister und leitete den 1840 gegründeten Aktienverein, der die später nach ihm benannte „Schillingbrücke“ im Berliner Stadtteil Friedrichshain baute.
| Personendaten    | Personendaten               |
| ---------------- | --------------------------- |
| NAME             | Schilling, Johann Friedrich |
| KURZBESCHREIBUNG | Hofmaurermeister            |
| GEBURTSDATUM     | 28. September 1765          |
| GEBURTSORT       | Neuermühlen (Livland)       |
| STERBEDATUM      | 2. September 1859           |